# 圆叶苦荬菜
圆叶苦荬菜（学名：Ixeris stolonifera）为菊科苦荬菜属下的一个种。

## 扩展阅读
- 維基物種上的相關：圆叶苦荬菜